# Campylocentrum hondurense
Campylocentrum hondurense är en orkidéart som beskrevs av Oakes Ames. Campylocentrum hondurense ingår i släktet Campylocentrum och familjen orkidéer. Inga underarter finns listade i Catalogue of Life.